# Mikulovka
Mikulovka (1192 m) – szczyt Skoruszyńskich Wierchów na Słowacji. W dawnych przewodnikach turystycznych podawano dla tego szczytu spolszczoną nazwę Mikułówka. Według obecnie obowiązujących zasad nazewnictwa geograficznego jest to nieuprawnione.
Znajduje się w głównym grzbiecie, pomiędzy szczytami Javorková (1141 m) i Skoruszyna (1314 m). Stoki południowe opadają do doliny Błotnego Potoku, stoki północne do doliny potoku Zábiedovčik. Obecnie Javorková jest zalesiona. Dawniej jednak było tutaj wiele pól uprawnych, łąk i pastwisk, które obecnie już zarosły, lub są w końcowym etapie zarastania lasem, ale na mapie satelitarnej są jeszcze widoczne. Bezleśna jest jeszcze dolna część stoków opadających do Doliny Błotnej.

## Szlaki turystyczne
czerwony: Orawice – Blatná – Skoruszyna – Mikulovka – Javorková – przełęcz Biedna – Kosariska – Stara mat – Oravský Biely Potok. Czas przejścia: 4.25 h, ↓ 4.20 h